# قاسم شعله‌سعدی
قاسم شعله‌سعدی (زاده ۱۳۳۳ در شیراز) وکیل دعاوی و فعال سیاسی ایرانی است. وی نماینده شیراز در مجلس شورای اسلامی، در دوره سوم و چهارم، زندانی سیاسی، فعال حقوق بشر و استاد حقوق بین‌الملل در دانشکده حقوق دانشگاه تهران بود. وی برای اولین بار در سال ۱۳۸۱، به غیرقانونی بودن انتخاب سیدعلی خامنه‌ای به‌عنوان رهبر جمهوری اسلامی ایران اشاره کرد و انتقادات تند دیگری نیز علیه وی مطرح ساخت که سبب بازداشت او گردید.
او پس از اعتراضات مردم ایران به نتایج انتخابات ریاست جمهوری (۱۳۸۸) بازداشت و در مجموع به سه سال زندان محکوم شد.
وی برای شرکت در انتخابات ریاست جمهوری دهم (در سال ۱۳۸۸) ثبت‌نام کرد که توسط شورای نگهبان در کنار برخی دیگر از چهره‌های شناخته‌شده طیف اصلاحات رد صلاحیت شد. او همچنین در ۲۲ فروردین ۱۳۹۶ در انتخابات ریاست جمهوری دوازدهم نیز ثبت‌نام کرد که رد صلاحیت شد.

## زندگی
قاسم شعله‌سعدی در سال ۱۳۳۳ در شیراز متولد شد. او در سال ۱۳۵۲ در رشته حقوق در دانشگاه ملی ایران (دانشگاه شهید بهشتی) پذیرفته شد. شعله‌سعدی با رد پیشنهاد دادستانی انقلاب شیراز، برای ادامه تحصیل به اتفاق همسر و فرزند خود روانه فرانسه شد و مدرک کارشناسی ارشد خود را از دانشگاه حقوق پاریس در مدت یک سال، اخذ و سپس دکترای خود را در سال ۱۳۶۲ در رشته علوم سیاسی از دانشگاه پاریس دریافت کرد و متعاقباً در دوره دکترای حقوق در دانشگاه حقوق پاریس ادامه تحصیل داد. از سال ۱۳۶۲ در دانشکده حقوق دانشگاه شیراز، دانشگاه تهران و تربیت مدرس، به تدریس حقوق بین‌الملل پرداخت. وی در سال ۱۳۹۲ از ایران مهاجرت کرد و هم‌اکنون در پاریس زندگی می‌کند.

## فعالیت‌های سیاسی
وی در دوره سوم مجلس شورای اسلامی با کسب ۵۸۹۸۰ رأی و دوره چهارم مجلس شورای اسلامی نماینده مردم شیراز در مجلس بود.
او در دوره‌های بعدی مجلس شورای اسلامی از سوی شورای نگهبان رد صلاحیت شد. شعله‌سعدی، وکالت برخی چهره‌های سیاسی، نظیر محسن سازگارا و حبیب سعیدی، را بر عهده داشت.
وی در ۱۳۸۱ نامه‌ای سرگشاده خطاب به سید علی خامنه‌ای نوشت که در آن نامه به انتقاد از مسائل مختلفی پرداخته که از جمله شرایط خامنه‌ای را از جهت واجد شرایط رهبری بودن در آن زمان از منظر حقوقی به سؤال و چالش کشید. به دلیل نوشتن این نامه، در ۱۷ بهمن ۱۳۸۵، شعبه ۲۱ دادگاه تجدیدنظر استان تهران، رأی شعبه ۲۶ دادگاه انقلاب را به اتهام فعالیت تبلیغی علیه نظام و توهین به امام و رهبری، تأیید و وی را به یک سال و نیم حبس محکوم نمود.
وی در دوران نمایندگی در مجلس شورای اسلامی طی نطقی به تاریخ دوم اردیبهشت ماه ۱۳۷۱ اظهار داشته بود:
اینجانب که رساله دکترای خود را در دفاع از ولایت نوشته‌ام همچون گذشته بر تبعیت از رهبری معظم انقلاب اصرار می‌کنم و اعلام می‌نمایم اوامر آیت‌الله خامنه ای دقیقاً به اندازه اوامر امام راحل مطاع است نه کمتر…— مشروح مذاکرات مجلس شورای اسلامی- دوره سوم- اجلاسیه چهارم

### زندان پس از انتخابات ریاست جمهوری ایران (۱۳۸۸)
قاسم شعله‌سعدی در ۱۴ فروردین ۱۳۹۰، از سوی شعبه ۱۵ دادگاه انقلاب به ریاست قاضی صلواتی با استناد به ماده ۵۰۰ قانون مجازات اسلامی به یک سال حبس تعزیری و همچنین با استناد به ماده ۱۹ قانون مجازات اسلامی ایران به محرومیت از حرفه وکالت و تدریس دانشگاه به مدت ده سال محکوم شد. وی در هنگام ورود به ایران در فرودگاه دستگیر و به زندان شیراز و سپس به بند ۳۵۰ زندان اوین منتقل شد.
شعله‌سعدی بار دیگر در ۱۲ مهر ۱۳۹۰، به اتهام اختلاس و سوء استفاده‌های متعدد از موقعیت شغلی در شعبه ۲۸ دادگاه انقلاب اسلامی به قضاوت قاضی مقیسه علاوه بر محکومیت قبلی، به سه سال زندان محکوم شد.
همسر شعله‌سعدی در مرداد ۱۳۹۰، دربارهٔ وضعیت او در زندان گفت: «او هم‌اکنون در بند ۳۵۰ اوین به دلیل ضایعه نخاعی در وضعیت جسمانی بسیار نامناسبی به سر می‌برد و باید سریعاً تحت درمان و عمل جراحی قرار گیرد اما با آزادی وی از سوی مسئولین، مخالفت می‌شود زیرا مدرک مستندی از بیماری وی موجود نیست».
او در زندان با از کار افتادن دست چپ و بروز سایر علایم فلج، مواجه شد.
مادر قاسم شعله‌سعدی در فرودین ۱۳۹۱ در نامه‌ای سرگشاده به علی خامنه‌ای، با انتقاد شدید از عملکرد رهبر جمهوری اسلامی، از او پرسید «چرا علی‌وار جلوه می‌کنید ولی در زمان اجرای عدالت تجاهل می‌کنید و از جمله خواستار عدم کش دادن قضیه فساد سه هزار میلیارد تومانی می‌شوید؟! یا دستور فرمایید سینهٔ مرا هم محافل خودسر بشکافند همان‌طور که سینه پروانه فروهر را شکافتند و مرا به گورستان ببرند تا به فرزند شهیدم اصغر بپیوندم» یا «دستور فرمایید مرا هم در اوین زندانی کنند تا به فرزند اسیرم بپیوندم شاید بوی پیراهن یوسفم چشم و دلم را روشن کند».

### دوازدهمین دوره انتخابات ریاست جمهوری (۱۳۹۶)
وی برای نامزدی در دوازدهمین دوره انتخابات ریاست جمهوری در فروردین ۱۳۹۶ از فرانسه به ایران برگشت و ثبت‌نام کرد. حضور وی در ساختمان وزارت کشور با کراوات، که پوشش غیرقابل قبول جمهوری اسلامی است، توجه‌ها را به خود معطوف کرد.

### تجمع در مقابل مجلس شورای اسلامی (۱۳۹۷)
قاسم شعله‌سعدی در ۲۷ مرداد ۱۳۹۷ به همراه آرش کیخسروی، محمد نوری‌زاد و مسعود جوادیه مقابل مجلس شورای اسلامی در اعتراض به نظارت استصوابی تجمع کرده و در پی آن قاسم شعله‌سعدی و آرش کیخسروی به «اجتماع و تبانی علیه امنیت ملی» متهم و در زندان فشافویه بازدشت شده‌اند.

### اندیشه راه سوم
شعله‌سعدی، منشوری با عنوان «اندیشه راه سوم» منتشر ساخته که به گفته او می‌تواند نقشه راهی برای گذر از جمهوری اسلامی باشد. مبارزات خشونت‌پرهیز، اعتصابات سراسری و نافرمانی مدنی، راهکارهای ارائه شده در این منشور هستند.

#### راه سوم برای گذر از جمهوری اسلامی
”فقدان مدیریت سراسری را دلیل اصلی عدم موفقیت خیزش‌های مردمی دی ۹۶ و آبان ۹۸ می‌داند و معتقد است که با تظاهرات و تجمعات خیابانی نمی‌توان نظام کنونی را وادار به ترک قدرت کرد.
این منشور برنامه‌ای سه مرحله‌ای برای گذر از جمهوری اسلامی، استقرار نظامی دمکراتیک و تحکیم آن ارائه داده است که البته هنوز از تائید مردم و دیگر تشکل‌های سیاسی داخل و خارج از کشور برخوردار نیست.“